# 헬라 판데카베이어
헬라 판데카베이어(네덜란드어: Gella Vandecaveye, 1973년 6월 5일~)는 벨기에의 유도 선수이다. 올림픽에서 은메달 1개, 동메달 1개를 획득했으며, 세계 선수권 대회 2회 우승, 유럽 선수권 대회 7회 우승을 달성했다.

## 경력
1973년 코르트레이크에서 태어난 판데카베이어는 1989년에 벨기에 청소년 국가대표로 발탁되었다. 같은 해 11월에 그리스 아테네에서 열린 1989년 유럽 주니어 선수권 대회에서 동독의 카트린 하이네와 함께 소련의 타티야나 볼로부예바와 스웨덴의 마리 구스타브손의 뒤를 이어 동메달을 획득했다.
1996년 7월 미국 애틀랜타에서 열린 1996년 하계 올림픽에 벨기에 국가대표로 참가하였다. 판데카베이어는 여자 유도 하프미들급 부문에 출전하여 튀니지의 하베르 트베시, 베네수엘라의 시오마라 그리피트, 대한민국의 정성숙을 차례로 꺾고 결승에 올랐으며 결승전에서 일본의 에모토 유코에게 패하여 은메달을 획득했다.
1999년 올해의 유럽 유도 선수로 선정되었다. 2000년 오스트레일리아 시드니에서 열린 2000년 하계 올림픽에 벨기에 국가대표로 참가하였으며, 첫 상대인 조선민주주의인민공화국의 지경순을 꺾었으나 다음 상대인 중화인민공화국의 리수팡에게 패하여 패자부활전에 진출했다. 패자부활전에서는 키르기스스탄의 올가 아르타모노바와 브라질의 바니아 이시, 독일의 아냐 폰 레코프스키를 꺾으며, 정성숙과 함께 프랑스의 세브린 반덴앵드와 중화인민공화국의 리수팡의 뒤를 이어 동메달을 획득했다.
2004년에 열린 벨기에 선수권 대회를 마지막으로 현역에서 은퇴했다.